# Borsuk europejski

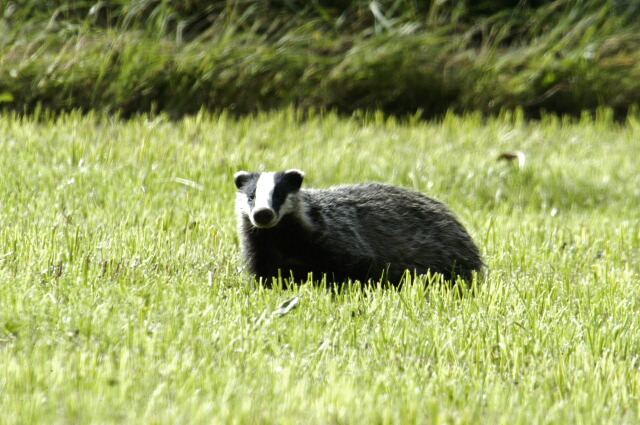
Borsuk

Borsuk europejski, borsuk, jaźwiec (Meles meles) – gatunek drapieżnego ssaka z rodziny łasicowatych.

## Cechy
- silna budowa
- sierść sztywna
- grzbiet szary, brzuch i nogi czarne
- na głowie 2 czarne pręgi
- oczy i uszy małe
- ogon (typu kwiat) krótki
- łapy zakończone pięcioma palcami i długimi pazurami
- długość ciała do około 90 cm, wysokość do 30 cm
- waga 12-20 kg (czasami więcej).

## Odżywianie
Borsuk jest oportunistycznym wszystkożercą, łatwo przystosowującym się do zasobów pokarmowych w okolicy siedliska − jego dieta obejmuje wiele roślin i zwierząt. Dżdżownice stanowią najważniejsze źródło pożywienia borsuka; do ważnych należą także duże owady, małe i młode ssaki oraz przy nadarzającej się okazji ptaki, padlina, zboża i owoce. Ssaki, na które poluje to m.in. zające, szczury, myszy, norniki, ryjówki, krety i jeże oraz przydomowe zwierzęta znajdujące się na terenie łowieckim borsuka, tj. koty, króliki. Do owadów zalicza się chrząszcze, w tym biegaczowate i gnojarzowate, gąsienice, komarnice oraz gniazda os i trzmieli. Ze zbóż preferuje: pszenicę, owies, kukurydzę oraz sporadycznie jęczmień. Do owoców, które zjada należą: jabłka, gruszki i śliwki, jeżyny, borówki, maliny, truskawki, żołędzie, buczyna i dzikie bulwy roślin z rodzaju Arum. Sporadycznie zjada także ptaki gniazdujące na ziemi, żaby, ropuchy, traszki, węże, jaszczurki, ślimaki, grzyby i zieleninę – koniczynę i trawy – zwłaszcza w zimie i podczas suszy.

## Występowanie i biotop
Borsuk występuje w lasach Eurazji (w całej Polsce). Za ostoję obiera okolice lesiste, w szczególności lasy mieszane i liściaste z bogatym podszytem, otoczone urodzajnymi polami. Można go także spotkać w starych kompleksach sadowniczych, otoczenie to sprawia, że czuje się znakomicie, a na kryjówki wybiera nory kopane samodzielnie, przepusty, a czasem jamy pod budynkami w najbliższym sąsiedztwie człowieka.

## Rozmnażanie
Okres godowy borsuka trwa od lutego do października. Najczęściej do kopulacji dochodzi w sierpniu. Zagnieżdżenie się zapłodnionych jajeczek może być opóźnione na okres 7−15 miesięcy, jeżeli warunki środowiskowe są nieodpowiednie dla samicy. Po implantacji ciąża trwa 7−8 tygodni i po tym okresie rodzi się 1 do 5 młodych. Narodziny odbywają się w specjalnie przygotowanej norze. Tutaj młode borsuki pozostają przez 8 tygodni. Karmione są mlekiem matki, ssać przestają po 4 miesiącach życia.

## Nora
Borsuk prowadzi życie nocne, dzień spędza w norze, która ma często bardzo skomplikowaną budowę. Do głównej komory prowadzi często kilka krętych korytarzy, a wejścia do nich z zewnątrz są od siebie znacznie oddalone. Jest bardzo czysta w odróżnieniu od nory lisiej. W górach borsuki chętnie wykorzystują jaskinie i szczeliny skalne. Wszystkie nieczystości z nory wyrzuca na zewnątrz, a swoje odchody wydala do małych dołków zwanych latrynami, których nie zakopuje. Latryny wykopuje w pobliżu nory.
Z nastaniem mrozów borsuk zasypia w norze. Zimowy sen nie jest ciągły, gdyż w dniach ocieplenia budzi się i wychodzi z nory, by zaspokoić pragnienie lub coś złowić. W czasie zimowego snu borsuk żyje nagromadzonym w organizmie tłuszczem, przez co traci na wadze do 7 kg.

## Podgatunki
Wyróżnia się kilka podgatunków borsuka:
- M. meles arcalus
- M. meles canescens
- M. meles heptneri
- M. meles marianensis
- M. meles meles – borsuk europejski
- M. meles milleri
- M. meles rhodius
- M. meles severzovi

## Ochrona
Ze względu na tryb życia i brak naturalnych wrogów, borsuki nie są poważnie zagrożone. Są jednak często zabijane przez człowieka jako zwierzęta przenoszące wściekliznę. 
W Polsce na borsuki można polować od 1 września do 30 listopada, a na terenach obwodów łowieckich, na których występuje głuszec – przez cały rok.

## Przemysłowe wykorzystanie futra
Włosie borsuka ma zastosowanie w przemyśle kosmetycznym. Ze względu na jego właściwości dotyczące sprężystości, wytrzymałości oraz niewielkiej absorpcji wody, wykorzystywane są w produkcji pędzli do golenia. Na popularność tego typu włosia ma wpływ również fakt stosunkowo dużej dostępności i łatwości jego pozyskania. Pędzle do golenia z włosia borsuka mają charakterystyczny ciemnoszary kolor. Najpopularniejszym rodzajem włosia jest pure badger (tzw. zwykły borsuk). Silvertip to najlepszy rodzaj włosia, starannie wyselekcjonowany i pochodzący z najdelikatniejszych miejsc zwierzęcia (okolice brzucha)